# Zen Pinball
Zen Pinball là loạt trò chơi điện tử pinball cho nền tảng iOS và và PlayStation 3 do Zen Studios phát triển. Phiên bản phát hành iOS tách thành hai ứng dụng riêng biệt, mỗi ứng dụng là một bàn đấu; Zen Pinball: Rollercoaster phát hành vào ngày 7 tháng 7 năm 2008 và Zen Pinball: Inferno phát hành vào ngày 31 tháng 10 năm 2008. Zen Pinball cho hệ máy PlayStation 3 do Sony Computer Entertainment phát hành có bốn bàn chơi, bổ sung thêm sáu bàn có thể tải về. Nó được phát hành cho hệ máy PlayStation Network vào ngày 14 tháng 5 năm 2009. Tác phẩm là trò chơi của hệ máy PlayStation 3 để đối trọng với sê-ri Pinball FX của Xbox 360 và cũng là game pinball đầu tiên của hệ máy PlayStation 3. Trò chơi cũng phát hành cho thiết bị Android với tên gọi Zen Pinball THD vào ngày 1 tháng 12 năm 2011, và phát hành cho Nintendo DS với tên gọi Zen Pinball 3D thông qua cửa hàng trực tuyến Nintendo eShop vào ngày 1 tháng 12 năm 2011 ở châu Âu và ngày 12 tháng 1 năm 2012 ở Bắc Mỹ.
Game đã được đón nhận tích cực bởi các nhà phê bình với điểm đồng thuận là 80.12% ở GameRankings và 80/100 ở Metacritic. Nó là tựa game PlayStation Network bán chạy nhất vào tháng 5 năm 2009, nằm trong top 10 vào tháng 6 năm 2009 và quay trở lại là tựa game bán chạy nhất vào tháng 9 năm 2010. Nhà phê bình ấn tượng bởi yếu tố chuyển động của game, và cũng đánh giá cao hiệu ứng hình ảnh của nó. Một số nhà phê bình cảm thấy bốn bàn quá ít cho trò chơi và cả bảy bàn phát hành bổ sung sau này cho Zen Pinball thông qua nội dung tải về. Trò chơi đầu tiên hiện đã bị xóa khỏi PlayStation Network như sê-ri Pinball FX vì tất cả nội dung của nó đã nhập vào phần tiếp theo.

## Lối chơi

Zen Pinball là trò chơi pinball đầu tiên của hệ máy PlayStation 3

Zen Pinball vận dụng quy luật tương tự của trò chơi pinball trên máy vật lý, mặc dù Zen Pinball là một không gian ảo. Giống như máy trò chơi pinball truyền thống, người chơi sẽ bắn quả bóng thép lên bàn trò chơi bằng cách sử dụng một pít tông. Khi bóng đã vào bàn chơi, người chơi điều khiển những tay đập sao cho có thể đẩy quả bóng đập vào những cỗ máy để ảnh hưởng đến đường đi của nó. Mỗi bàn chơi sẽ trở nên phức tạp hơn khi trò chơi tăng dần độ khó, mở ra cho người chơi những hướng đi và cơ hội mới.
Ngoài những cố gắng thông thường để đạt điểm số cao, game còn giao cho người chơi những nhiệm vụ cụ thể. Trò chơi hỗ trợ cho cả chế độ mạng cục bộ hoặc nhiều người chơi online, cùng với hệ thống cấp bậc và tranh tài tại đấu trường. Người chơi có thể kích hoạt tính năng chuyển động quay chậm và lưu tiến trình giữa game.

### Bàn chơi
Vào thời điểm phát hành, trò chơi có bốn bàn. Sau này có thể tải thêm bảy bàn trong phát hành về sau. Bàn đầu tiên, Street Fighter II Tribute phát hành vào ngày 20 tháng 8 năm 2009, và đặc trưng bởi nhân vật và âm thanh từ loạt trò chơi Street Fighter. Bàn Ninja Gaiden Sigma 2 Tribute phát hành vào ngày 14 tháng 1 năm 2010 và có bối cảnh dựa trên Ninja Gaiden Sigma 2. Bàn thứ ba, Earth Defense phát hành vào ngày 25 tháng 3 năm 2010 có chủ đề khoa học viễn tưởng những năm 50. Excalibur, bàn thứ 4 đặc trưng bởi đề tài thời Trung cổ xoay quanh vua Arthur và Hiệp sĩ Bàn tròn phát hành vào ngày 15 tháng 4 năm 2010. Bàn thứ 5, Mars phát hành ngày 21 tháng 7 năm 2010 ở châu Âu và 27 tháng 7 năm 2010 ở Hoa Kỳ. Bàn thứ sáu, Paranormal phát hành vào ngày 19 tháng 10 năm 2010. Bàn thứ bảy, Sorcerer's Lair phát hành vào tháng 4 năm 2011.
| Bàn chơi                                                | Bàn chơi                                                       | Bàn chơi                                                      |
| ------------------------------------------------------- | -------------------------------------------------------------- | ------------------------------------------------------------- |
| - Earth Defensea - El Dorado - Epic Questa - Excalibura | - Marsa - Ninja Gaiden Sigma 2 Tributea - Paranormala - Shaman | - Sorcerer's Laira - Street Fighter II Tributea - Tesla - V12 |

^a Nội dung tải về

## Phát triển và tiếp thị
Zen Pinball: Rollercoaster và Zen Pinball: Inferno là hai trò chơi đầu tiên của sê-ri Zen Pinball, và độc quyền cho nền tảng iOS. Mỗi game có một bàn liên quan đến tiêu đề. Zen Pinball: Rollercoaster phát hành vào ngày 7 tháng 7 năm 2008 trong khi Zen Pinball: Inferno phát hành vào ngày 31 tháng 10 năm 2008. Phiên bản PlayStation 3 với tên gọi đơn giản là Zen Pinball đã ra thông báo ngày 15 tháng 4 năm 2009,  và phát hành gần đúng một tháng sau vào ngày 14 tháng 4 năm 2009, khiến trò chơi trở thành game pinball đầu tiên cho hệ máy PlayStation 3. Bản phát hành cũng cung cấp phiên bản demo với các tính năng của bàn El Dorado. Giữa ngày 4 tháng 8 năm 2010 và 2 tháng 9 năm 2010, Zen Pinball phát hành dưới dạng tải về miễn phí cho những người đăng ký dịch vụ PlayStation Plus. Trò chơi cũng công bố phát hành cho thiết bị Android với tên sản phẩm là Zen Pinball THD và cho Nintendo 3DS dưới cái tên Zen Pinball 3D thông qua hệ thống Nintendo eShop.

## Đón nhận
Zen Pinball đã được giới phê bình đón nhận nồng nhiệt với điểm đồng thuận là 80.12% ở GameRankings và 80/100 ở MetaCritic. Trò chơi là tựa game PlayStation Network bán chạy nhất vào tháng 5 năm 2009 cũng như tháng 9 năm 2010. Nó cũng nằm trong top 10 bán chạy vào tháng 6 năm 2009. Trong phần xem trước của trò chơi, Michael McWhertor của Kotaku lưu ý rằng game trước đó đã ảnh hưởng nhiều đến phong cách của trò chơi. Ông phát biểu rằng "Nhờ Pinball Hall of Fame: The Williams Collection mà Zen Pinball rất đáng để mua".
Giới phê bình đánh giá cao hệ thống chuyển động của game. Brett Todd của GameSpot gọi chuyển động là "tuyệt vời" và "vào loại tốt nhất", đồng thời nói thêm "quả bóng lăn, quay tròn, và nẩy như thể nó có trọng lượng." Brad Nicholson của Destructoid khen ngợi yếu tố "giống trò chơi pinball vật lý ngoài đời và [...] và tùy chọn chế độ nhiều người chơi." Daemon Hatfield của IGN trình bày rằng mặc dù không có bất kỳ bàn chơi ảo nào có thể tái tạo hoàn chỉnh lối chơi của bàn thật, nhưng "Zen Pinball bù đắp [thiếu sót] đó bằng các tính năng mới mà bạn không thể nào thấy trong trò chơi thật."
Đồ họa cũng được các nhà phê bình khen ngợi. Nhà phê bình của GameZone gọi hiệu ứng hình ảnh là "đẹp" và nêu ra rằng "máy pinball rất sắc sảo và sinh động, và tuyệt nhiên là cách gần nhất để chơi pinball mà không cần phải đụng vào máy pinball thật." Daemon Hatfield của IGN cũng tán thành. Ông nhận thấy mỗi bàn chơi được thiết kế rất chi tiết và thêm vào lời khen ngợi cho góc máy quay linh hoạt hiển thị trong trò chơi. Brad Nicholson của Destructoid cũng đánh giá cao thiết kế bàn và hiệu ứng hình ảnh. Ông phát biểu rằng Zen Pinball là "một tựa game nhỏ thú vị có vẻ bề ngoài dễ nhận thấy ở trò chơi pinball."
Bàn chơi pinball nhận được nhiều bình luận đa chiều từ các nhà phê bình. Một số nhà phê bình cảm thấy bốn bàn quá ít để có thể đưa vào game. Sean Ely của GamePro nêu ra rằng "bốn bàn đầu tiên có vẻ trống trải" nhưng nói thêm là ông "hi vọng [trò chơi] bổ sung thêm vài DLC (nội dung tải về) trong tương lai gần." Brad Nicholson của Destructoid cũng đồng tình, phát biểu rằng "Chỉ với bốn bàn, tất cả đều có thể truy cập ngay từ đầu, Zen Pinball có vẻ không quá đa dạng." Sáu bàn bổ sung sau này phát hành dưới dạng tải về. Tuy nhiên, Nicholson vẫn khen ngợi thiết kế bàn ba chiều và khả năng thao tác, vận hành của trò chơi. Daemon Hatfield của IGN lặp lại những bình luận trên và nhận xét bàn của game là "tất cả đều rất vui khi chơi, trông tuyệt lắm, và ẩn chứa nhiều loại bí mật mà bạn cần khám phá nếu bạn muốn đạt điểm số cao."